# ゲティスバーグ・タイムズ
『ゲティスバーグ・タイムズ』(The Gettysburg Times) は、アメリカ合衆国ペンシルベニア州で刊行されている、サンプル・ニュース・グループ傘下の新聞。日曜日、クリスマス、元日を除いて、毎日刊行されている。
1902年に『プログレス』(The Progress) という紙名で創刊されたこの新聞は、さらにその前身をたどっていくと、1800年にアダムズ郡最初の新聞として創刊された『アダムズ・センティネル』(Adams Centinel) にまで系譜が遡る。
『ゲティスバーグ・タイムズ』は、アダムズ郡のローカル・ニュースに焦点を当てている。ニュース記者たちは基礎自治体の各種の会合や行事を取材し、スポーツ記者たちは地元の高校7校、デロン・カトリック、リトルスタウン、ゲティスバーグ、ニュー・オックスフォード、フェアフィールド、バーミューディアン・スプリング、ビグラービルを取材している。編集代表 (Managing Editor) は Alex J. Hayes、発行人 (Publisher) は、Harry Hartman である。
アダムズ郡のローカル・ニュースに加え、公益性のある全国ニュースの抜粋も定期的に掲載されている。

## 歴史
1902年9月、マディソン・アレクサンダー・ガーヴィン (Madison Alexander Garvin) が『プログレス』を創刊した。同紙は1905年に『ゲティスバーグ・タイムズ』と改題した。
アダムズ郡最初の新聞とされている『アダムズ・センティネル』は、1800年11月にロバート・ハーパー (Robert Harper) によって創刊された。この新聞は、週刊であった。紙名にある「センティネル（歩哨）」は、当初は「"Centinel"」と綴られていたが、後に「"Sentinel"」と改められた。1867年、『センティネル』は、1828年創刊の『スター』(Star) と合併し、『スター・アンド・センティネル』(Star and Sentinel) となった。1920年に、当時『ゲティスバーグ・タイムズ』を所有していたザ・タイムズ・アンド・ニュース・パブリッシング・カンパニー (The Times and News Publishing Company) が、『スター・アンド・センティネル』を買収し、同紙は1961年まで週刊での発行を続けた。1818年創刊の『ゲティスバーグ・コンパイラー』(The Gettysburg Compiler) も『タイムズ』のオーナーによって買収された。
2011年に、それまで長く発行人であったフィル・ジョーンズ (Phil Jones) が死去し、2013年はじめには、それ時点で既に12紙の新聞を所有していたサンプル・ニュース・グループが、『ゲティスバーグ・タイムズ』をジョーンズ家 (the Jones family) から取得した。